# Ђедовци
Ђедовци су насељено мјесто у општини Соколац, Република Српска, БиХ. Према попису становништва из 2013. у насељу је живјело 22 становника.

## Географија
Налази се на 940-1.005 метара надморске висине, површине 6,67 км2, удаљено око 15 км од општинског центра. Припада мјесној заједници Бјелосављевићи. Разбијеног је типа, а засеоци су Ђокића брдо и Трноваче. Смјештено је на брежуљкастом терену, испод брда Витањ. Становништво се углавном бави сточарством. У Ђедовцима је велика локва за појење стоке, која је, према казивању најстаријих мјештана, само двапут пресушила. Најближа школа налази се у Сокоцу, а цркве у селима Озерковићи (манастир Озерковићи) и Обртићи (општина Рогатица). У атару постоји гробље. Село је електрифицирано шездесетих година 20. вијека, а бежична телефонска мрежа уведена је 1997/1998. године. Кроз атар пролази магистрални пут Подроманија-Устипрача. Мјештани су се снабдијевали водом из бунара, а крајем 2019. село је прикључено на водовод Озерковићи.

## Историја
На подручју села откривена су два тумулуса с краја средњег или почетка касног бронзаног доба и два тумулуса из млађег гвозденог доба. Уз сеоско гробље налази се неколико утонулих стећака. Солунски добровољци били су: Благоје и Миле Ђокић, Васо, Марко и Миливоје Тошић. У Другом свјетском рату село је спаљено, а погинуло је девет бораца Народноослободилачке војске Југославије и четири цивила. Из Ђедоваца су народни хероји: Миланко Витомир, Данило Ђокић и Милан Шарац. У Одбрамбено-отаџбинском рату 1992-1995. погинуо је један борац Војске Републике Српске.

## Становништво
Ђедовци су 1879. имали пет домаћинстава и 56 становника (православци); 1910. - 94 становника; 1948. - 153; 1971. - 72; 1991. - 35 (Срби); 2013. - 15 домаћинстава и 22 становника. Породица Витомир слави Светог Игњатија; Ђокић, Шарац - Аранђеловдан; Станар - Јовањдан; Тошић - Томиндан. Према предању, породица Витомир је најстарија у селу, а дошла је из села Краљево Поље код Хан Пијеска. Ђокићи су из Подилијака код Праче, а Тошићи из сусједног села Жљебови. Породица Станар доселила се из Подриња, а Шарац из села Боговићи код Пала.
| Демографија | Демографија | Демографија |
| Година      | Становника  | Становника  |
| ----------- | ----------- | ----------- |
| 1910.       | 94          |             |
| 1948.       | 153         |             |
| 1971.       | 72          |             |
| 1981.       | 53          |             |
| 1991.       | 35          |             |
| 2013.       | 22          |             |

## Знамените личности
- Данило Ђокић, народни херој Југославије
- Милан Шарац, народни херој Југославије